# Angophora hispida
Angophora hispida là một loài thực vật có hoa trong Họ Đào kim nương. Loài này được (Sm.) Blaxell mô tả khoa học đầu tiên năm 1976.

## Hình ảnh

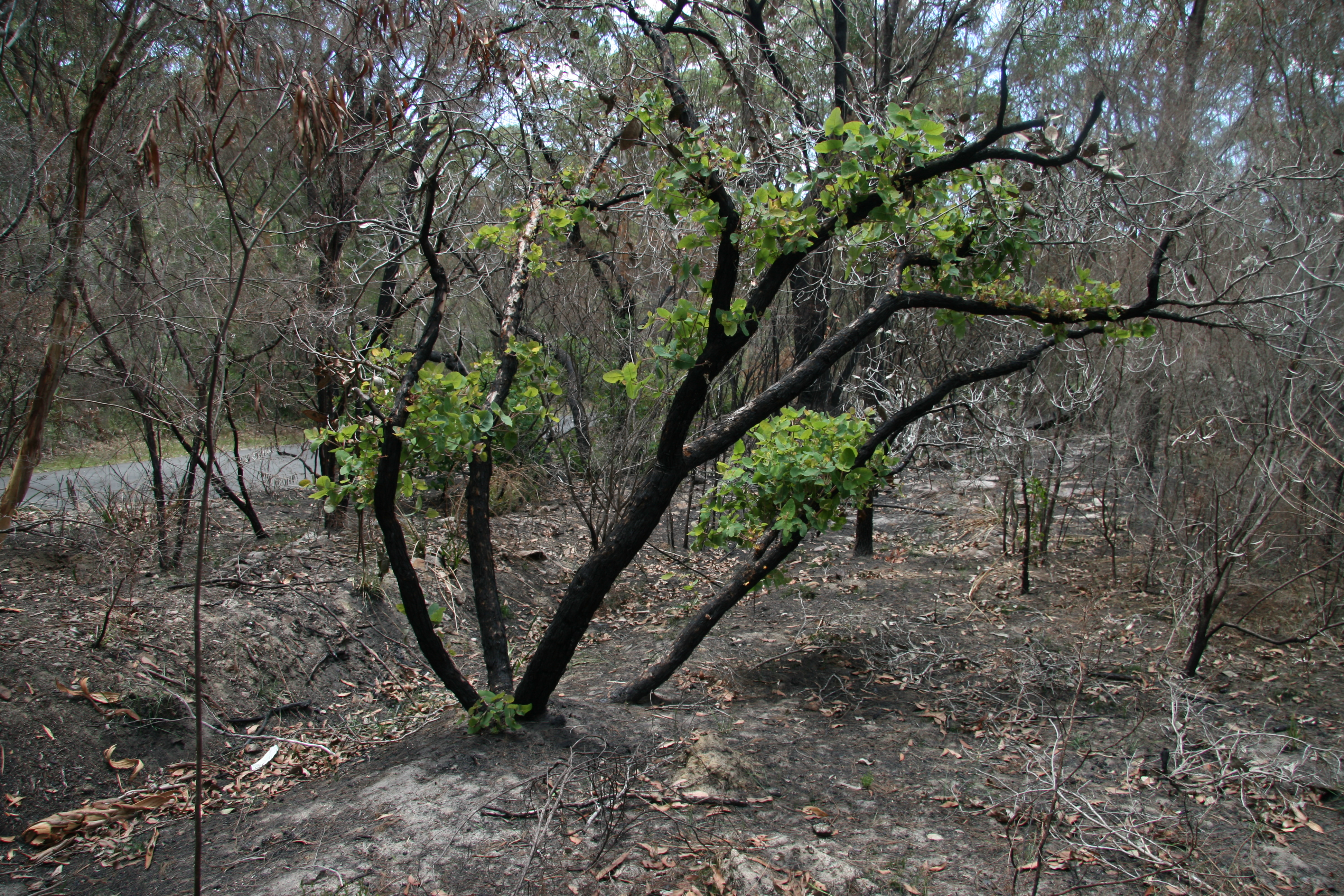
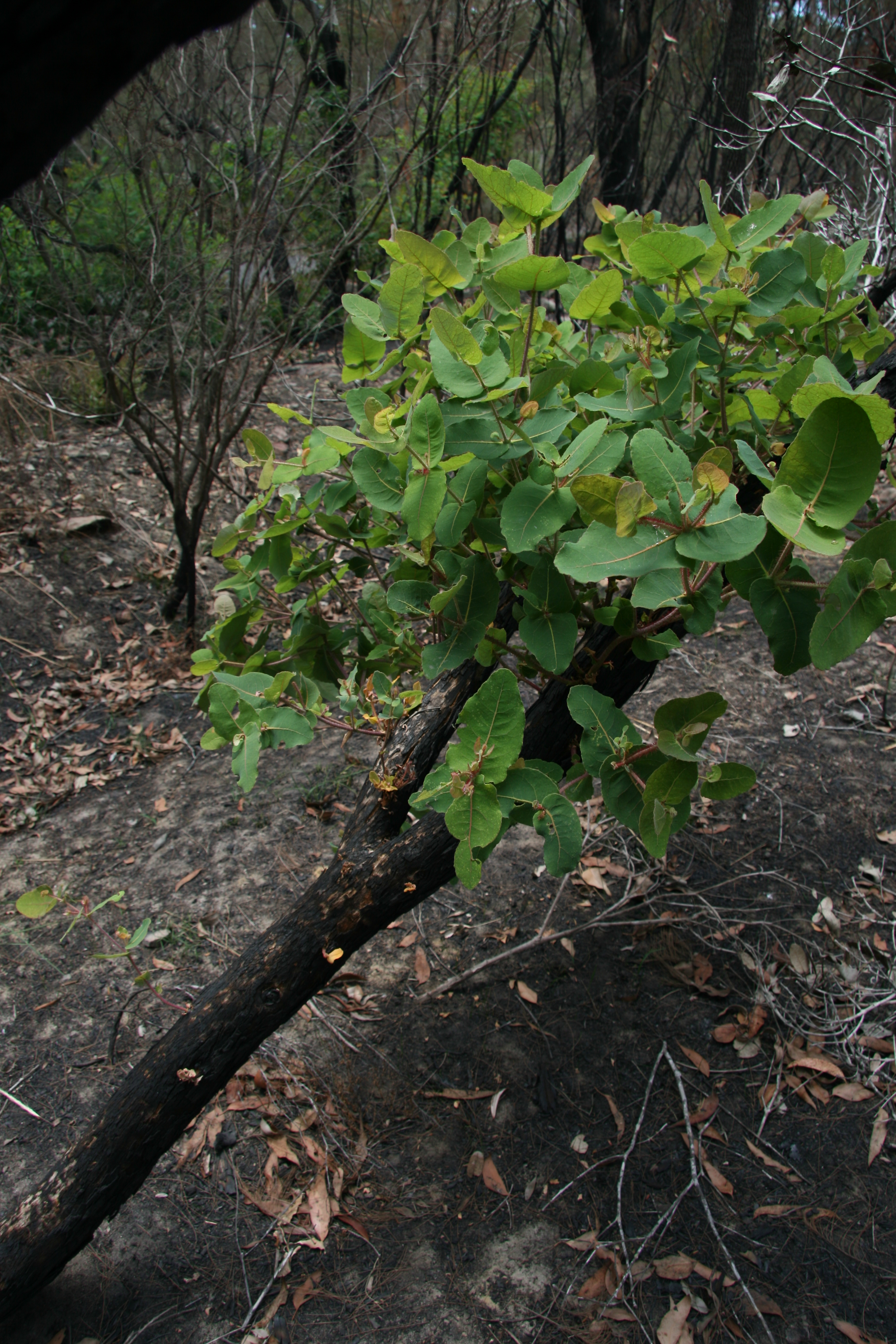
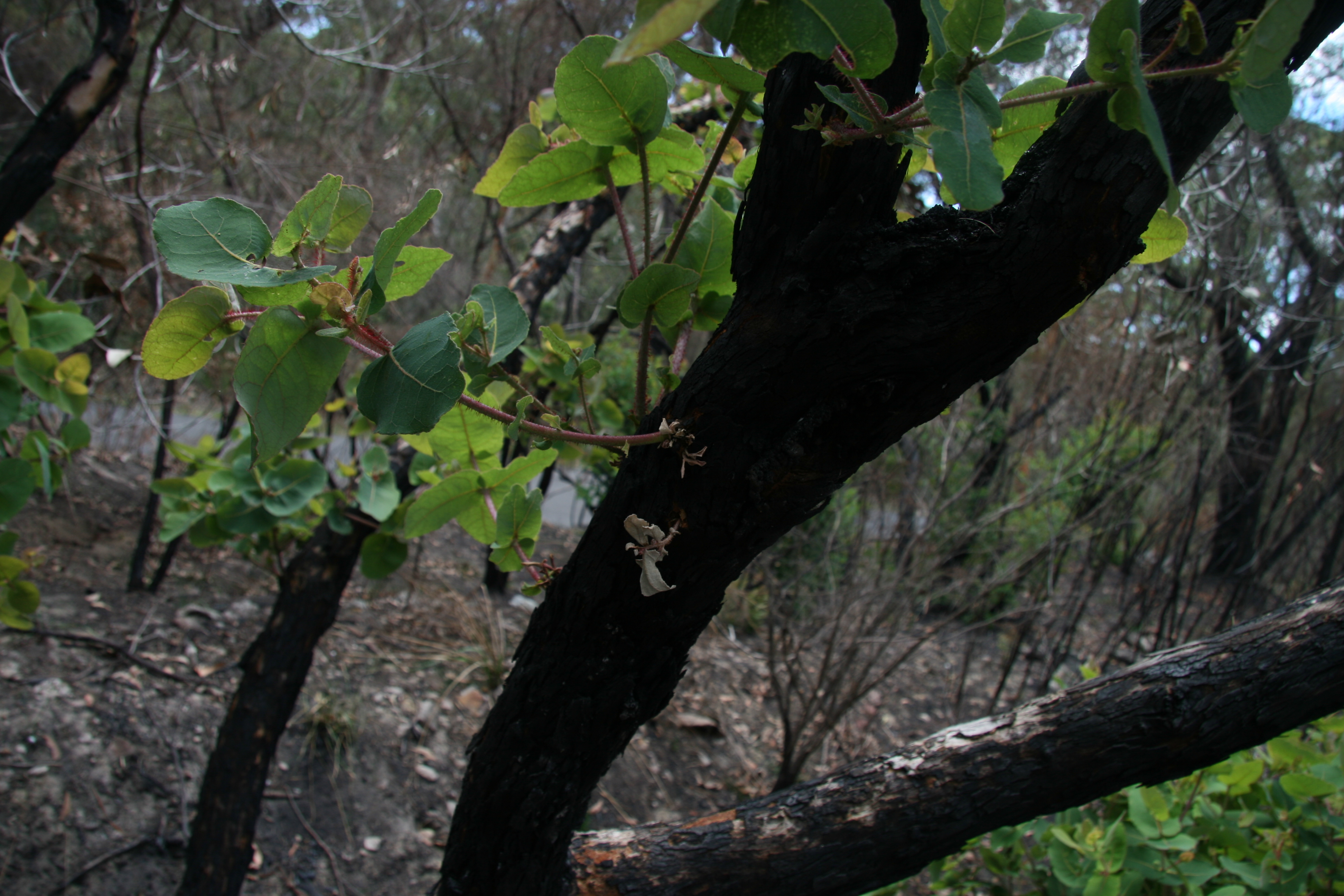
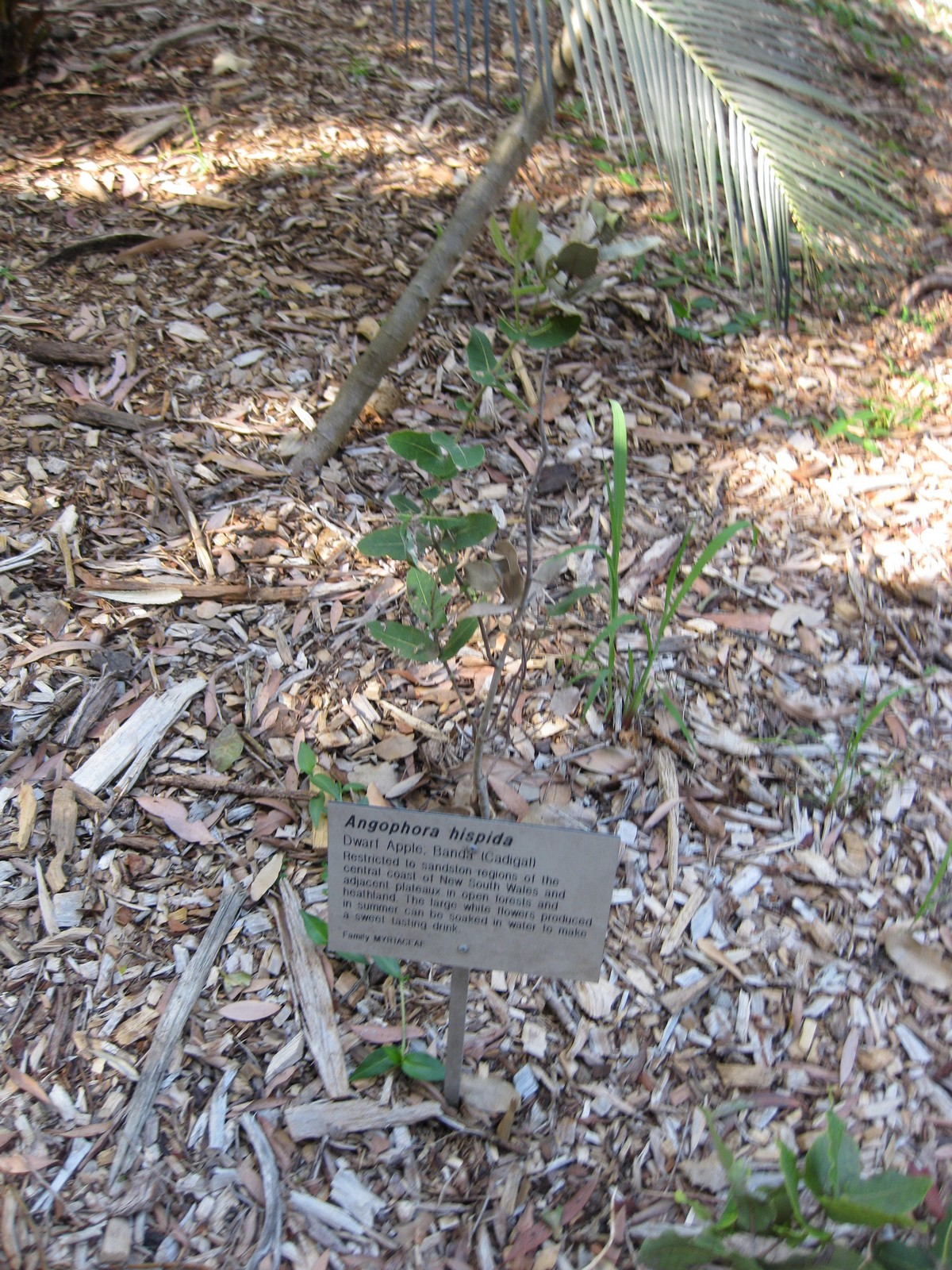